# Hülya Duyar
Hülya Duyar (* 26. Juni 1970 in Sivas, Türkei) ist eine türkisch-deutsche Filmschauspielerin.

## Leben
Hülya Duyar kam 1978 nach Deutschland, wo sie einen Teil ihrer Kindheit und ihre Jugend verbrachte. 1989 schloss sie eine Ausbildung zur Friseurin ab und wurde Maskenbildnerin, zunächst am Theater. Hier wurde ihr Talent als Schauspielerin entdeckt, durch das sie zahlreiche Engagements in ganz Deutschland und auch außerhalb der Bundesrepublik erhielt.
2000 begann sie ihre Tätigkeit für Film und Fernsehen. Bekannte Filme, an denen sie mitwirkte, waren Süperseks (2004) und Zeit der Wünsche (2005). Daneben auch Filmarbeit in den Bereichen Maskenbildnerei und Casting.

## Filmografie (Auswahl)
- 2002: Ritas Welt (Fernsehserie, S4E11 Die Schöffin)
- 2004: Alim Market
- 2004: Süperseks
- 2005: Zeit der Wünsche
- 2006: Schwimm, wenn du kannst
- 2006: Sieh zu, dass du Land gewinnst
- 2008: Evet, ich will!
- 2008: Leo und Marie – Eine Weihnachtsliebe
- 2011: Almanya – Willkommen in Deutschland
- 2012: Glück
- 2015: 3 Türken und ein Baby
- 2016: Deliha
- 2018: Die Heiland – Wir sind Anwalt (Fernsehserie, Folge Wenn du mich liebst)
- 2019: Hababam Sınıfı Yeniden
- 2020: Eltilerin Savasi
- 2020: Doğduğun Ev Kaderindir
- 2021: Der Club (Fernsehserie)
- seit 2022: Yalı Çapkını (Fernsehserie)
- 2024: Ich hab den Weihnachtsmann geküsst (Fernsehfilm)